# Uchqoʻrgʻon
Ne pas confondre avec le village kirghiz Uch-Korgon
Uchqoʻrgʻon (aussi Uchkurgan ; en ouzbek : Uchqoʻrgʻon / Учкурган) est une ville de la province de Namangan, en Ouzbékistan.
Sa population est estimée à 31 000 habitants en 2005.